# Henry Gauvain
Pour les articles homonymes, voir Gauvain (homonymie).
Henry John Gauvain, né le 28 novembre 1878 à Aurigny (île Anglo-Normande) et mort le 19 janvier 1945 dans le comté d'Hampshire, est un médecin, chirurgien orthopédiste et spécialiste de la tuberculose.

## Biographie
Henry Gauvain naquit à Sainte-Anne le 28 novembre 1878. Il était le deuxième fils de Guillaume Gauvain, receveur général pour l'île d'Aurigny et de Catherine Margaret Le Ber, fille de Pierre Le Ber qui était juré-justicier d'Aurigny. 
Le 16 octobre 1899, il est admis au St John's College, un des collèges de l'université de Cambridge en Angleterre. Il poursuivit des études supérieures en médecine au St Bartholomew's Hospital situé dans le Grand Londres.
Il se spécialisa dans la médecine orthopédiste à destination des enfants. Il travailla également dans la recherche médicale en contribuant à la lutte contre la tuberculose. Il était chirurgien consultant pour le traitement de la tuberculose dans le King Edward VII Welsh National Memorial Association pour les régions de Londres, de l'Essex et du comté d'Hampshire. Il fut également médecin au sanatorium King George's Sanatorium for Sailors. Il fut président des départements "electrotherapeutic and diseases of children" à la Royal Society of Medicine et vice-président du National Association for the Prevention of Tuberculosis.
En 1908, il est devenu le premier administrateur et gestionnaire médical du Lord Mayor Treloar Hospital and College, Alton dans le comté d'Hampshire. Il assumera cette charge jusqu'à sa mort. Il était un grand défenseur de la photothérapie et de la lumière du soleil pour la guérison en médecine. Il recommandait aux patients des séjours et des cures au grand air ensoleillé.
En 1920, lors des vœux du nouvel an, il est anobli avec la distinction de chevalier (Knight Bachelor).